# Ms. John Soda
Die Elektropop-Band Ms. John Soda ist ein Projekt von Stefanie Böhm, auch bekannt als Keyboarderin der Münchener Instrumentalband Couch, und dem Musiker Micha Acher (u. a. The Notwist, 13&God). Gegründet wurde Ms. John Soda 1999 von Stefanie Böhm, von der auch die Texte der Lieder stammen. Die Musik dazu entsteht gemeinsam mit Micha Acher.

## Diskografie

### Alben
- 2002: No P. or D.
- 2006: Notes and the Like
- 2015: Loom

### EPs
- 2002: Drop = Scene
- 2003: While Talking